# Первый отряд
«Пе́рвый отря́д» (яп. ファーストスクワッド фа:суто сукуваддо), (англ. First Squad), — совместный анимационный проект японской Studio 4 °C, канадской Molot Entertainment и российских авторов, фэнтези на тему Великой Отечественной войны, в рамках которого создан видеоклип, полнометражный фильм, роман Анны Старобинец «Первый отряд: истина» и манга художника Энки Сугихары.

## Видеоклип Лигалайза
В канун 9 мая 2005 года был выпущен видеоклип на композицию «Первый отряд» (рэп на мелодию танго «Утомлённое солнце») российского рэпера Лигалайза. Режиссёр клипа — Дайсукэ Накаяма, продюсеры — Михаил Шприц и Алексей Климов. В клипе советские пионеры дерутся с нацистами на мечах, а танки Т-34 сражаются с немецкими фантастическими боевыми роботами, также визуальный ряд клипа включает Дворец Советов и станцию метро «Маяковская».

## Полнометражный фильм
В 2007 году было объявлено о запланированном выпуске полнометражного анимационного фильма под названием «Первый отряд. Момент истины». Фильм произведён в 2009 году Studio 4 °C и специально созданной студией Molot Entertainment (в числе учредителей которой — авторы идеи и сценария Михаил Шприц и Алексей Климов); дистрибьютор — компания «Наше кино». Режиссёр — Ёсихару Асино, продюсеры — М. Шприц, А. Климов и Эйко Танака, разработка персонажей — Хирофуми Наката, музыка — японский музыкант DJ Krush.
На вопрос о бюджете фильма Михаил Шприц (автор идеи и сценарист) ответил так: «Мы потратили три миллиона долларов на производство фильма и делали его около двух с половиной лет. Сначала мы год писали сценарий сериала, который воплотить не удалось, и потом ещё где-то полгода писали сценарий полного метра, который Вы и увидите с 15 октября в кинотеатрах. Японских аниматоров работает на проекте в разных сценах разное количество. В препродакшене это может быть очень маленький костяк из режиссёра, режиссёра анимации, автора сценария, арт-директора и иногда дизайнера персонажей (если это отдельный человек). В нашем случае пять человек работало во время препродакшена, а в процессе собственно производства анимации число художников на проекте доходило до 60—70».

### Сюжет
1942 год. СССР — единственная страна, которая успешно противостоит нашествию нацистских захватчиков. Параллельно с боевыми действиями между регулярными армиями разворачивается скрытая война двух секретных оккультных служб, двух специальных военных ведомств — немецкого «Аненербе» и советского 6-го отдела военной разведки. На вооружении этих подразделений не танки и самолёты, а законы магии и волшебства. Древнее заклинание позволяет магам «Аненербе» вызвать из царства мёртвых дух великого магистра ордена Меча крестоносца барона Гвидо фон Вольфа, павшего 700 лет назад в ходе Ледового побоища. Начальник советской разведки, генерал Белов, решает подключить к операции по противодействию барону фон Вольфу одного из своих самых одаренных агентов — 14-летнюю девочку Надю, которая вызывает из потустороннего мира своих погибших друзей — пионеров-героев, казнённых нацистами в самом начале войны. В режиссёрской версии аниме действие перемешивается с псевдодокументальными вставками, в которых якобы очевидцы событий, психологи и врачи комментируют происходящее.
Надю с помощью «некропортала» посылают на тот свет привлечь своих коллег по ментальному взаимодействию — четырёх пионеров, убитых за полгода до этого Аненербе. Они должны появиться во время «момента истины», когда действия одного человека (как оказывается, это гвардии капитан Александр Немов) решают исход всей войны. В начале фильма демонстрируется, как фон Вольф отрубает голову Немову, поднимающему советских солдат в решающую контратаку. Именно это событие совместными усилиями и предотвращает команда детей. Происходит краткая битва между представителями «того света» — бароном фон Вольфом и его крестоносцами, вооружёнными обычным средневековым оружием, с одной стороны, и Надей и её товарищами, экипированными на том свете огнестрельным оружием времен Второй мировой войны (кроме Нади, вооружённой самурайским мечом), с другой. Надя едва не погибает от меча одного из воинов барона, но её спасает друг. В итоге контратака удаётся, и происходит перелом в войне.

### Актёры озвучивания
| Актёр                                       | Роль                  |
| ------------------------------------------- | --------------------- |
| Елена Чебатуркина                           | Надя                  |
| Михаил Тихонов                              | Лёня                  |
| Ирина Савина                                | Валя                  |
| Людмила Шувалова                            | Зина                  |
| Даниил Эльдаров (в титрах — Дамир Эльдаров) | Марат                 |
| Александр Груздев                           | генерал Белов         |
| Рудольф Панков                              | монах                 |
| Павел Кипнис (в титрах — Артём Кипнис)      | врач                  |
| Ольга Голованова                            | мать Нади             |
| Сергей Набиев (в титрах — Сергей Айзман)    | барон фон Вольф       |
| Никита Прозоровский                         | обергруппенфюрер Линц |

### Показы
Премьера фильма состоялась в рамках кинорынка Marché du Film в Каннах 13 мая 2009 года.
19, 20 и 27 июня 2009 года фильм был показан на 31-м Московском международном кинофестивале в рамках программы «Перспективы». Также демонстрировался на кинофестивале в Локарно, 3-м фестивале российского кино в Лондоне (2009, Academia Rossica), «Fantasia» (Монреаль) и «Фантаспорту» 2010.
Российский прокат фильма начался 15 октября 2009 года. Также телеканал 2x2 9 октября — за неделю до Российской премьеры — в кинотеатрах «Октябрь» (Москва) и «Мираж на Большом» (Санкт-Петербург) показал «Первый отряд» в рамках ночи анимации. Кассовые сборы в России и СНГ составили 8 552 031 рублей или 292 377 долларов.
В 2019 году права на трансляцию выкупил российский телеканал ТВ-3. Показ анимационного фильма запланирован на 8 и 12 мая. В ТВ-3 заявили, что в случае востребованности у зрителей, канал готов поддержать продолжение «Первого отряда».

### Режиссёрская версия
В полной режиссёрской версии фильма, представленной на фестивалях и предпремьерных показах, присутствуют псевдодокументальные вставки, в которых актёры, изображающие экспертов и ветеранов войны, рассказывают о боевых действиях и секретных разработках оккультного характера в СССР. По словам Алексея Климова, «хотелось взять формат History Channel или документального фильма, хронику и реальную анимацию».

### Выпуск на видео
«Первый отряд» (театральная и расширенная версии) был издан на Blu-ray в России компанией CD Land в 2009 году. Формат — 1.78:1, оригинальный звук — DTS-HD Master Audio 5.1.
«Sony Pictures Entertainment» по лицензии выпустила диски в Великобритании и Франции. В Канаде и США распространителем выступила «Anchor Bay Entertainment».

## Прототипы персонажей
В фильме не упоминаются фамилии четырёх погибших пионеров, однако в некоторых интервью продюсеры фильма прямо указывают, что их прототипами стали пионеры-герои, реальные советские школьники, удостоенные во время Великой Отечественной войны звания Героя Советского Союза посмертно — Лёня Голиков, Зина Портнова, Марат Казей и Валя Котик. Надежда Богданова (на войне не погибла) не была представлена к этой награде. Кроме имён, никаких общих внешних или биографических черт герои фильма со своими прототипами не имеют; реальные пионеры-герои не были знакомы друг с другом и погибли в разные годы войны. Также «Первый отряд» отсылает к творчеству Ильи Масодова, где также содержится образ мёртвых пионеров, встающих на защиту Родины.

## Возможное продолжение
По заявлениям продюсеров, планируется съёмка ещё трёх полнометражных серий проекта. Второй фильм тетралогии, сценарий которого уже написан, в отличие от первого, снятого в жанре фэнтези, будет хоррором.
В 2013 году было выдано прокатное удостоверение для 8 серий «Первого отряда» по 48 минут.
Глава Studio 4 °C Эйко Танака заметила, что в Японии фильм так и не вышел в прокат. Всё из-за того, что там очень мало знают о том, какой вклад внёс СССР в историю Второй мировой войны. «Асино-сан не раз говорил мне, что ему понравилось работать над фильмом, и если вдруг когда-нибудь появится возможность создать сиквел, то он с радостью за него возьмётся. Асино-сан ждёт вашей поддержки, и если вы хотите увидеть продолжение, то обратитесь к нам. Мы готовы».

## Отзывы и критика
9 июля 2010 года аниме обсуждалось в рамках программы Александра Гордона «Закрытый показ». В передаче приняли участие Анна Старобинец, Ёсихару Асино, Михаил Шприц, Владимир Железняков, Георгий Мартиросян; «за» — Александр Ф. Скляр, Алексей Котёночкин, Александр Друзь, Иван Охлобыстин, Нина Останина, Алексей Лапшин; «против» — Юрий Норштейн, Михаил Любимов, Алексей Ванин, Рим Шарафутдинов, Наталья Лукиных, Василий Степанов. Использование темы Второй Мировой войны ведущий нашёл не в идеологических, а в коммерческих целях. По его мнению, получился «нежизнеспособный Франкенштейн». В конце Гордон назвал это «японской чайной церемонией с салатом оливье». Мнения критиков разделились — одни отнеслись к «Первому отряду» доброжелательно, другим он категорически не понравился. 2009 год был другой эпохой — выйди «Первый отряд» на несколько лет позже, его вполне могли запретить за неуважение к ветеранам Великой Отечественной войны.
Ник Перумов назвал «Первый отряд» удачным опытом аниме в России. Он заметил, что уже давно пора дать ответ Girls und Panzer, к сожалению, об этом можно только мечтать, так как для производства нужны большие деньги.
Андрей Плахов из «Коммерсантъ» с преувеличением написал, что оккультное аниме про пионеров-героев — восхитительный образец современного кино, ломающего границы между анимацией и игровым фильмом, документалистикой и псевдодокументом. Обозреватель счёл эту историю ничуть не уступающей «Бесславным ублюдкам» Тарантино, без привлечения голливудских звёзд и миллионов долларов.
В организации «Коммунисты Петербурга и Ленинградской области» главным недостатком мультфильма назвали отсутствие Сталина, без которого война идёт совсем непривычно. Верховный главнокомандующий предстаёт традиционно в фуражке, шинели с поднятым воротником, знаменитой трубкой. Именно он куратор спецподразделения и должен помогать пионерам в битве с чёрными рыцарями СС. Возможно также появление образа Ленина.
Дмитрий Пучков отметил, что авторы фильма бездарно эксплуатируют советское прошлое: «История родной страны богата проявлениями героизма. Там не надо ничего придумывать. Зачем понадобилось сценаристам апеллировать к мёртвым пионерам — мне не понятно». По его словам, создатели «Первого отряда» развивают мысль, которую попытался донести Владимир Кунин в картине «Сволочи». Однако в НКВД не готовили детей для проведения диверсионных операций в тылу врага. Раскритиковав сценарий, Пучков похвалил технику исполнения аниме, но не уверен, насколько это близко российскому зрителю. На своём сайте oper.ru «Гоблин» высказался более негативно.
Согласно «Новой газете», «такого никто не мог предсказать». По словам обозревателя, вышла возмутительно абсурдная постмодернистская фэнтезийная картина, где исторические факты объединены со стёбом, мистификацией и соцреализмом (подобные вещи обыгрывал фильм «Первые на Луне»). 

Михаил Шприц и Алексей Климов осмелились публично «утилизировать свой опыт становления людей, отделённых от материнской культуры и мутировавших в новую реальность». <…> Достоверность происшедших событий готовы засвидетельствовать историки, ветераны ВОВ, научные эксперты и психиатры. Только намётанный глаз кое в ком из этих «живых голов» узнаёт артистов. Каждый прямо в камеру доверительно раскрывает перед зрителем правду. Или почти правду. Они так и говорят: абсолютную правду об этой войне не узнает никто.— Лариса Малюкова, «Новая газета»
Журнал «АнимеГид» констатировал: оказавшись не самым лучшим аниме, картина определённо состоялась как культурная диверсия. Едва ли не впервые в новейшей российской истории рекомпиляция советского мифа, результат работы с его оккультной изнанкой, настолько внятна, общедоступна и визуально привлекательна. Этот нырок в коллективное бессознательное оказывает сильное впечатление на неподготовленного зрителя и органично вписывается в ряд постсоветских деконструкций и инсценировок. Уговорив японцев из Studio 4 °C ввязаться в непонятный гайдзинский проект, Михаил Шприц и Алексей Климов вдохнули новую жизнь в подзабытые легенды о пионерах-героях — и попутно высветили всю косность отечественной мейнстримовой анимации, зацикленной на переделках народных сказок и книжек для пятилетних детей. К «Отряду» можно предъявить массу претензий: в фильме странная драма, местами он скучноват, хронометраж больше подходит для «пилота», а русская озвучка в лучшем случае малоубедительная. Творение Шприца и Климова пытаются сводить то к патриотическому высказыванию, то к хулиганской выходке, то к апокрифу, то к трешу. Фокус в том, что «Первый отряд» поразительным образом совмещает сразу всё перечисленное — и многое сверх того.
Рецензент сайта «THEM Anime» Николетта Браун выставила только 2 из 5 звёзд и не рекомендовала аниме к просмотру больше одного раза. С её точки зрения, беспорядочный сюжет, национализм, претенциозность, плохой монтаж сводят на нет все достоинства (драматические эпизоды, художественный стиль, музыка DJ Krush). Амбициозная, но выдуманная история о тайной войне между спецотрядом русских пионеров и нацистских оккультистов подаётся слишком серьёзно, учитывая попытку использовать «документальные» интервью с предполагаемыми ветеранами, которые совершенно не имеют отношения к событиям, разворачивающимся на экране. В эту категорию попадают также «Потерянный рейс», «Зодиак» и «Супервулкан». «Воспоминания» таким образом выглядят как сфабрикованный «исторический анализ» и становятся смешными. В них трудно поверить, так же как в личность Че Гевары в «Дневниках мотоциклиста». Есть немало персонажей, которые могли стать более интересными, например, Распутин. «Первый отряд» растратил свой потенциал и закончился клиффхэнгером, хотя нет уверенности в том, что сиквел будет когда-нибудь выпущен.
По мнению Елены Фанайловой из Радио «Свобода», ироническое обращение с историей в этой картине напоминает «Лёд» Владимира Сорокина и роман «Мифогенная любовь каст» Павла Пепперштейна и Сергея Ануфриева. Полнометражная анимация о военных приключениях девочки Нади в тылу врага и в загробном царстве, сопровождаемая псевдодокументальными комментариями историков и ветеранов, часто вызывала искренний смех.
Сергей Бирюков в обзоре газеты «Труд» подчеркнул: замысел возник, с одной стороны, чтобы напомнить современным зрителям о подзабытых героях, а с другой — приблизить их к сегодняшним подросткам, для многих из которых фэнтези — это самая привычная форма кинематографа. Положение создателей действительно сложное: в Японии продолжают считать Россию противником и вряд ли будут приветствовать фильм, прославляющий страну, которая в 1945 году разгромила японскую армию и не отдаёт спорные Курильские острова. В самой России тоже немало людей, считающих, что о войне можно рассказывать только в традиционном пафосе. Хотя вышли такие необычные для отечественного кинематографа фильмы, как «Мы из будущего» и «Гитлер капут!», по поводу художественного качества этих работ всеобщих восторгов не наблюдалось.
Денис Шлянцев в сетевом издании «Взгляд» дал отрицательную оценку: «Эта чудовищная фантазия на тему противостояния оккультных сил во время Великой Отечественной войны, как будто вышедшая из-под пера Пелевина, Масодова и Пепперштейна разом, многим пришлась по духу — своей дерзостью и неординарностью». И без того оригинальный сюжет украшают интервью в псевдодокументальном стиле — с вымышленными историками, психологами и ветеранами войны, которые по ходу фильма комментируют сражения и планы командования, что неизбежно напоминает мистификации Сергея Курёхина. Москвичей, безусловно, порадует детально изображенная станция метро «Маяковская» и ВДНХ в качестве входа в загробный мир.
Режиссёр Дмитрий Месхиев заявил, что аниме «Первый отряд» является определённым экспериментом и вызывает неоднозначную реакцию: «Если кто-то попробовал сделать мультфильм про Великую Отечественную войну и если это даже не получилось — а я считаю, что не получилось, — всё равно были опробованы новые формы. Если мне такая форма не близка, вовсе не значит, что и другим тоже. Конечно, иногда форма мешает содержанию, осознанию серьёзности вещей. Если продюсер этого фильма хотел попробовать и рискнуть, а конечный продукт не понравился зрителю — значит, продюсер ошибся. Без эксперимента нет движения вперёд. Именно поэтому я считаю, что некоторые творческие ошибки всё равно на пользу».